# Kassai Vidor
Kassai Vidor (eredeti neve: Kossitzki Vidor) (Gyála, 1840. február 16. – Vác, 1928. július 30.) magyar színész. 1869–1871 között Jászai Mari férje.

## Életpálya
Kossitzki János és Maier Karolin gyermekeként született. Középiskoláit Makón járta. A színészkedés előtt volt könyvkötő-segéd, kereskedő, szoba- és templomfestő is. 1861-ben lett színész. Nevét ekkor Kassaira változtatta. A Budai Népszínházban, Molnár György társulatában indult pályája, először még csak kórus tag volt, később már színdarabokban is játszott. 1864 és 1867 között vidéki társulatoknál lépett fel, 1864-ben Szabadkán, 1865-ben Pécsett, 1866–1867 között pedig Sopronban, Pécsett és Kaposváron. 1867-ben újra visszatért a Budai Népszínházba. Itt figyelt fel a 17 éves Jászai Marira. 1869-ben házasságot kötöttek, két év házasság után elváltak. Jászai Marival együtt szerződött 1869-ben Kolozsvárra, a Kolozsvári Nemzeti Színházhoz, de csak ő maradt itt 1880-ig.  Közben, 1872-ben az István téri Színházban lépett fel, majd Arad, 1873-tól Losonc és Rozsnyó voltak az állomásai. 1878-ban járt Svájcban, Londonban és Párizsban. 1880 és 1898 között a pesti Népszínházban játszott. Emlékezetes szerepe Gonosz Pista megformálása volt Tóth Ede: A falu rossza című népszínművében. 1899-ben nyugdíjba vonult, haláláig Vácon élt. Több mint negyven pályatársáról festett portrét.

## Színházi szerepei
- Madou asszony (Offenbach: Kofák)
- Tobias Czafranek (Árpád J.–Szentirmai E.: A póruljárt finánckomisszárius)
- Cacolet (Henri Meilhac-Ludovic Halévy: Tricoche és Cacolet)
- Vasas német (Gaal József: A peleskei nótárius)
- Gonosz Pista (Tóth Ede: A falu rossza)
- Menelaosz (Offenbach: Szép Heléna)
- Styx Jankó (Offenbach: Orpheus a pokolban)
- Saint Hypothése (Hervé: Lili)
- Szefi (Follinus Aurél: Náni)

## Könyvei
- A bankban (Budapest, 1889)
- Hullámok (Budapest, 1890)
- Furcsaságok (Vác, 1927)

## Emlékezete
- Vácon, egykori lakóháza falán emléktáblát helyeztek el.
- 2005. július 29-én avatták fel mellszobrát a váci Művelődési Központ udvarán. Domin Károly alkotása.